# Судзуки, Масааки
Масаа́ки Судзу́ки (鈴木 雅明, Suzuki Masaaki) (29 апреля 1954, Кобэ) — японский дирижёр, органист, клавесинист, крупный представитель движения аутентичного исполнительства.
Родился и был воспитан в протестантской семье. В 1979 году окончил Университет изящных искусств и музыки в Токио как органист и композитор. В 1979-1980 годах стажировался в Консерватории Свелинка в Амстердаме у Тона Коопмана (класс клавесина) и Пита Кее (органный класс). В 1981-1983 годах преподавал клавесин в Высшей школе музыки в Дуйсбурге (ФРГ), после чего вернулся на родину, где начал концертировать как солист и (позже) как хоровой дирижёр.
В 1990 году основал и возглавил коллектив (барочный оркестр и камерный хор) «Японская Бах-коллегия» (англ. Bach Collegium Japan), в основу репертуара которой положил кантатно-ораториальную музыку И. С. Баха. С этим коллективом (реже сольно) Судзуки c 1992 гастролирует в Японии и по всему миру, в т.ч. в 2003 году — в нью-йоркском «Карнеги-Холле», в 2016 — в Мариинском театре Санкт-Петербурга.  Судзуки и его коллектив — постоянные участники международных фестивалей старинной музыки. Выступления и аудиозаписи «Японской Бах-коллеги» отличает высочайшая исполнительская дисциплина, в том числе точность интонирования на исторических инструментах, качественное немецкое произношение (при том, что камерный хор состоит почти исключительно из японцев), отчётливая интерпретация сложной полифонической фактуры. В качестве приглашённых солистов «Японской Бах-коллегии» заняты как отечественные, так и известные европейские певцы (сопрано Мидори Судзуки и Каролина Сэмпсон, бас Петер Кой, тенор Герд Тюрк, контратеноры Робин Блейз и Кай Вессель и др.).
Судзуки основал отделение старинной музыки на музыкальном факультете токийского Университета искусств, где с 2005 года преподавал орган и клавесин. С 2009 года приглашённый профессор кафедры хорового дирижирования в Высшей школе музыки Йельского университета (США), в 2009-2013 годах там же — главный дирижёр хора «Schola Cantorum».
Среди аудиозаписей под руководством Судзуки — фундаментальное собрание кантат И.С. Баха. Издание церковных кантат, начатое в 1995 году, было закончено в 2013 году (всего 55 дисков); издание светских кантат продолжается (по состоянию на май 2017 опубликованы 8 дисков). Кроме того, Судзуки записал всю ораториальную музыку Баха, все его сочинения для клавесина, а также музыку Свелинка, Букстехуде, Фрескобальди и других композиторов эпохи барокко.
В 2001 году Масааки Судзуки был удостоен правительственной награды Германии «Кавалерский крест».